# Artésien
Pour les articles homonymes, voir Artésien (homonymie).
L’Artésien est un navire de guerre français en service de 1765 à 1785. C'est un vaisseau de ligne de troisième rang portant 64 canons sur deux ponts. Il est lancé dans la période de sursaut patriotique qui suit les défaites de la guerre de Sept Ans. Il sert au combat pendant la guerre d'Indépendance américaine dans les eaux européennes, dans les Antilles et aux Indes.

## Contexte des années 1760

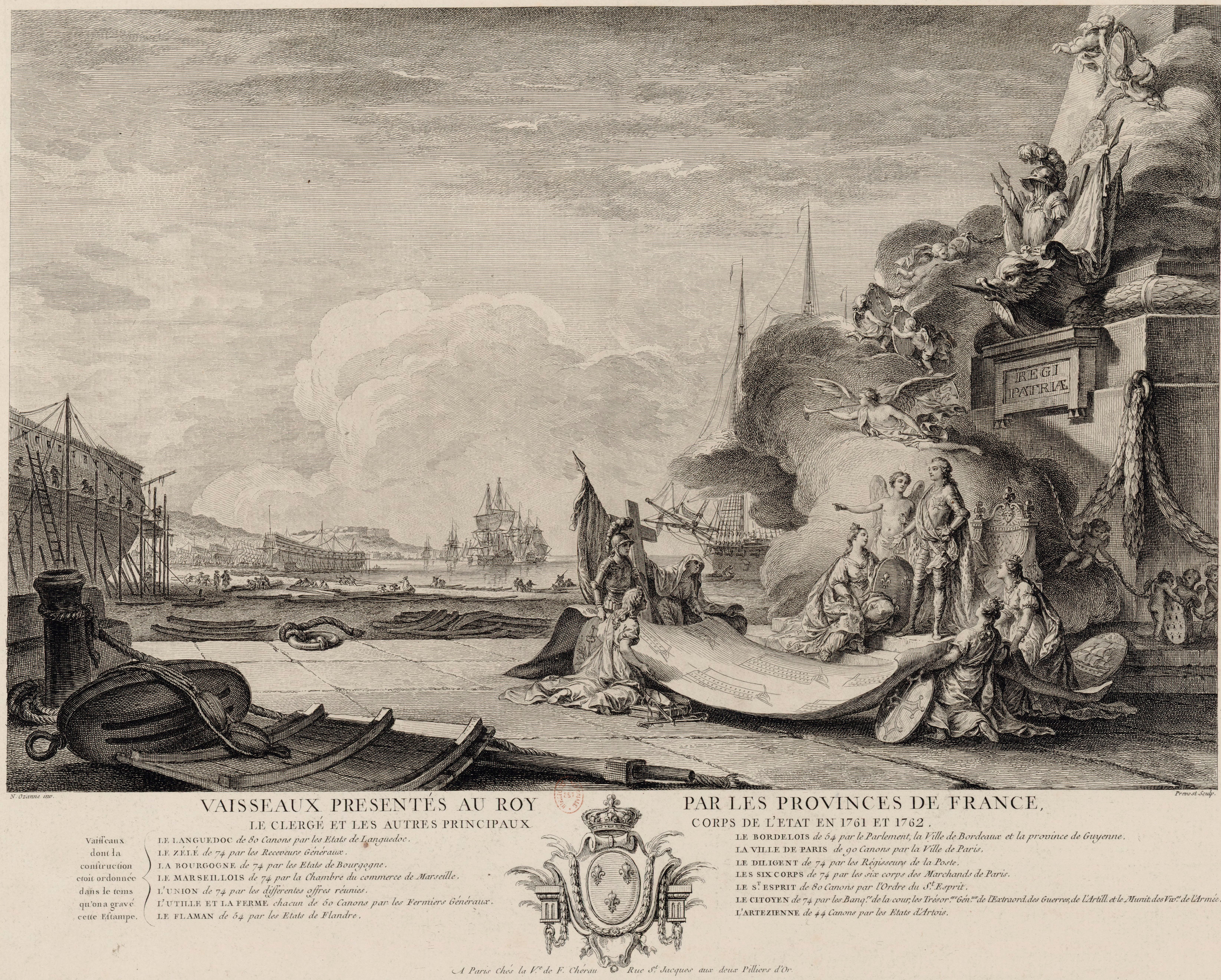
Gravure allégorique de 1762 présentant à Louis XV le don des vaisseaux. L’Artésien en fait partie.

La guerre de Sept Ans (1755-1763) est catastrophique pour la Marine royale française. Elle ne parvient pas à préserver l’Empire colonial des attaques de la Royal Navy et essuie des lourdes défaites aux batailles de Lagos et des Cardinaux en 1759. Le conflit lui coûte plus de trente vaisseaux de ligne et l’argent manque pour combler les pertes avec des constructions neuves.
Cependant, le duc de Choiseul, Secrétaire d’État à la Marine à partir de 1761, s'appuie sur le sursaut patriotique des Français et leur volonté de revanche pour faire appel à leurs dons afin de construire des navires neufs. Les grandes villes, les provinces et les corps constitués se mobilisent et offrent dix-sept vaisseaux et une frégate à la Marine du roi. Les lancements vont s’étirer sur cinq ans. Ce « don des vaisseaux » représente une année de budget de la Marine et comble une partie des pertes du conflit.
La construction de l’Artésien est financée par les États d'Artois et de Flandre. Il est mis sur cale à l'arsenal de Brest selon les plans de l'ingénieur Joseph Olivier : la quille est posée le 3 avril 1764, la coque est mise à flot le 7 mars 1765 et l'armement se termine en mai 1765. Il passe en refonte à Rochefort en 1777. Solide et bon marcheur, le bâtiment est considéré comme très réussi.

## Caractéristiques principales
L’Artésien est un bâtiment moyennement artillé mis sur cale selon les normes définies dans les années 1730-1740 par les constructeurs français pour obtenir un bon rapport coût/manœuvrabilité/armement afin de pouvoir tenir tête à la marine anglaise qui dispose de beaucoup plus de navires. Il fait partie de la catégorie des vaisseaux dite de « 64 canons » dont le premier exemplaire a été lancé en 1735 et qui sera suivi par plusieurs dizaines d’autres jusqu’à la fin des années 1770, époque où ils seront définitivement surclassés par les « 74 canons. »
Sa coque est en chêne, son gréement en pin, ses voiles et cordages en chanvre. Il est moins puissant que les vaisseaux de 74 canons car outre qu'il emporte moins d'artillerie, celle-ci est aussi pour partie de plus faible calibre, soit :
- vingt-six canons de 24 livres sur sa première batterie percée à treize sabords,
- vingt-huit canons de 12 sur sa deuxième batterie percée à quatorze,
- dix canons de 6 sur ses gaillards[3],[1].

Cette artillerie correspond à l’armement habituel des 64 canons. Lorsqu'elle tire, elle peut délivrer une bordée pesant 540 livres (soit à peu près 265 kg) et le double si le vaisseau fait feu simultanément sur les deux bords. Chaque canon dispose en réserve d’à peu près 50 à 60 boulets, sans compter les boulets ramés et les grappes de mitraille.
Pour nourrir les centaines d’hommes qui compose son équipage, c’est aussi un gros transporteur qui doit avoir pour deux à trois mois d'autonomie en eau douce et cinq à six mois pour la nourriture. C'est ainsi qu'il embarque des dizaines de tonnes d’eau, de vin, d’huile, de vinaigre, de farine, de biscuit, de viande et de poisson salé, de fruits et de légumes secs, de condiments, de fromage, et même du bétail sur pied destiné à être abattu au fur et à mesure de la campagne.

## Guerre d'Amérique

### En Europe et en Amérique (1778-1780)

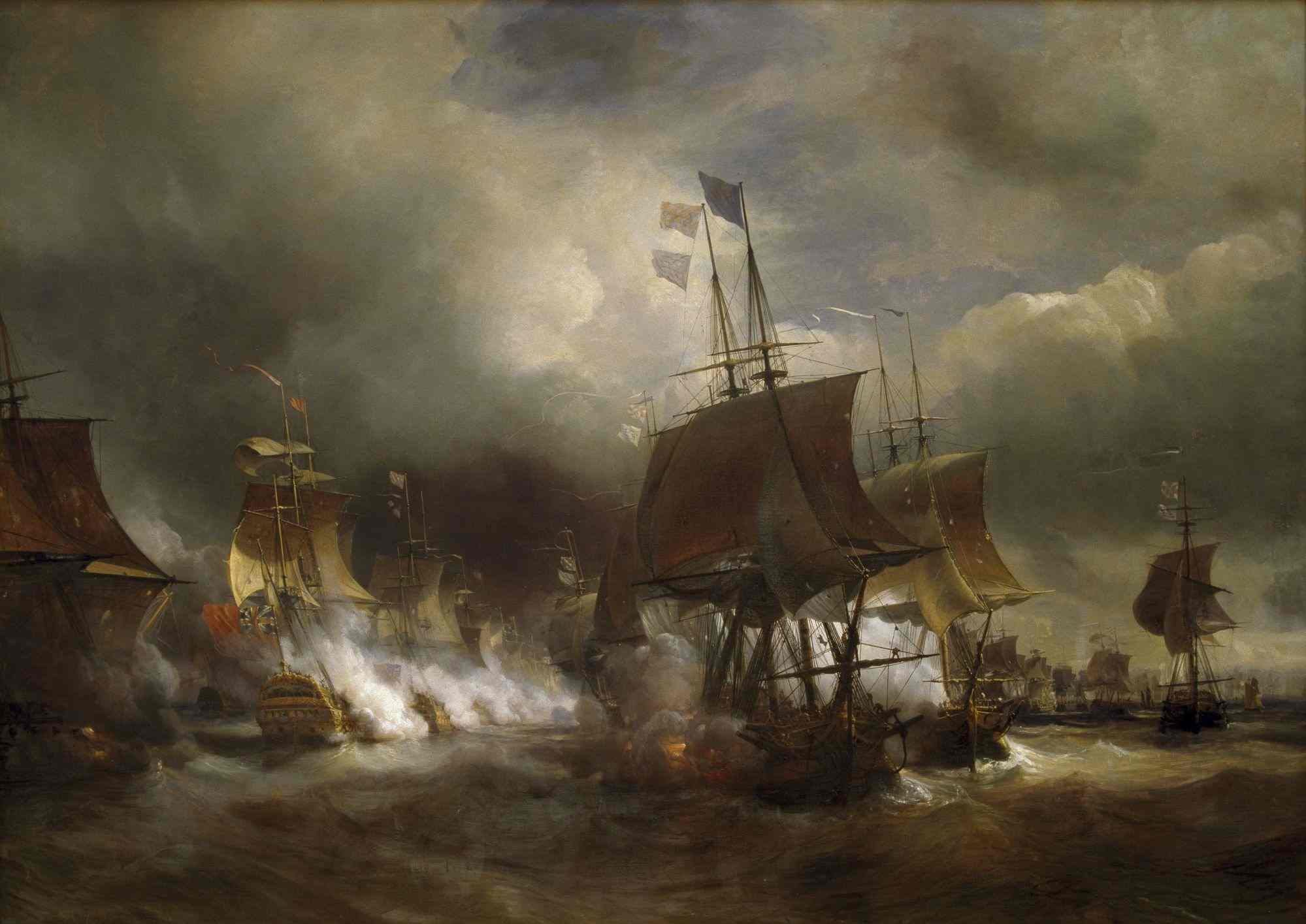
Théodore Gudin, Le Combat d'Ouessant.

L’Artésien participe le 27 juillet 1778 à la bataille d'Ouessant. Le vaisseau est commandé par le capitaine des Touches, au sein de l'escadre blanche (soit au centre de la ligne) dirigée par l'amiral d'Orvilliers sur la Bretagne.
En 1779, l’Artésien capture avec l'aide de L'Orient (un vaisseau de 74 canons) le corsaire anglais Vigilant, mais l’Artésien le coule en l'abordant par accident en baie d'Audierne.
Les vaisseaux de 64 canons étant bien moins puissants et résistants que leurs collègues de 74 canons, ils sont très vite destinés à des missions plus périphériques. L’Artésien est envoyé de Brest à Fort-Royal sous le commandement du capitaine Peynier. En décembre 1779, l’Artésien stationne à la Martinique, mais, désarmé pour l'hiver, il n'est pas engagé dans la combat qui se déroule devant l'île lors de l'arrivée d'un convoi. Le 17 avril 1780, dans l'escadre de Guichen, il participe, dans l'arrière-garde à la bataille de la Martinique. Il rentre ensuite en France pour être radoubé.

### Aux Indes (1781-1784)
Pour l'année 1781 une puissante escadre (vingt vaisseaux) est de nouveau envoyée sous les ordres de Grasse aux Antilles, tandis qu'une autre (douze vaisseaux) sous Guichen doit assiéger Gibraltar. La nouveauté est qu'une petite escadre (cinq vaisseaux) est confiée à Suffren pour aller au-delà du Cap vers les Indes.
L’Artésien quitte Brest le 22 mars 1781 au sein de la flotte à destination des Amériques, mais il est finalement confié à l'escadre de Suffren.

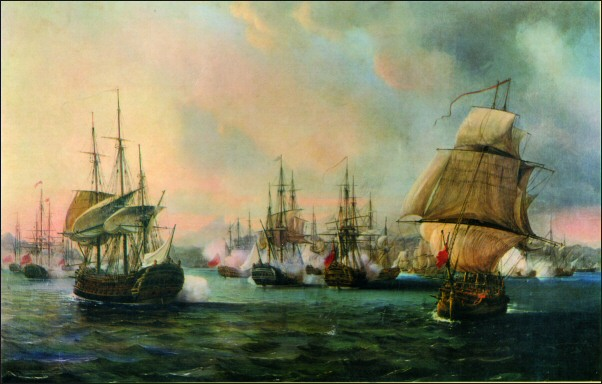
Pierre Gilbert, La Bataille de Porto Praya.

Le 16 avril 1781, l'escadre tombe par hasard en rade de La Praya (île de Santiago dans l'archipel du Cap-Vert, colonie portugaise) sur quatre vaisseaux britanniques de 50 canons et de nombreux Indiamen de la BEIC, le tout commandé par Johnstone. Le capitaine de l’Artésien, Cardaillacy, est tué au début de l'action, ce qui fait dériver le vaisseau hors du combat avant que son second Pas de Beaulieu[réf. nécessaire] ne prenne le commandement et ne s'empare d'un Indiaman.
Après une longue escale au Cap (du 20 juin au 16 août 1781) puis à Port-Louis (sur l'île de France, du 25 octobre au 7 décembre 1781), l'escadre arrive enfin aux Indes en février 1782 ; elle est désormais forte de onze vaisseaux (trois de 74, sept de 64 et un de 56 canons) et a fait le 21 janvier 1782 la prise du HMS Hannibal (en) (50 canons, rebaptisé le Petit Annibal).

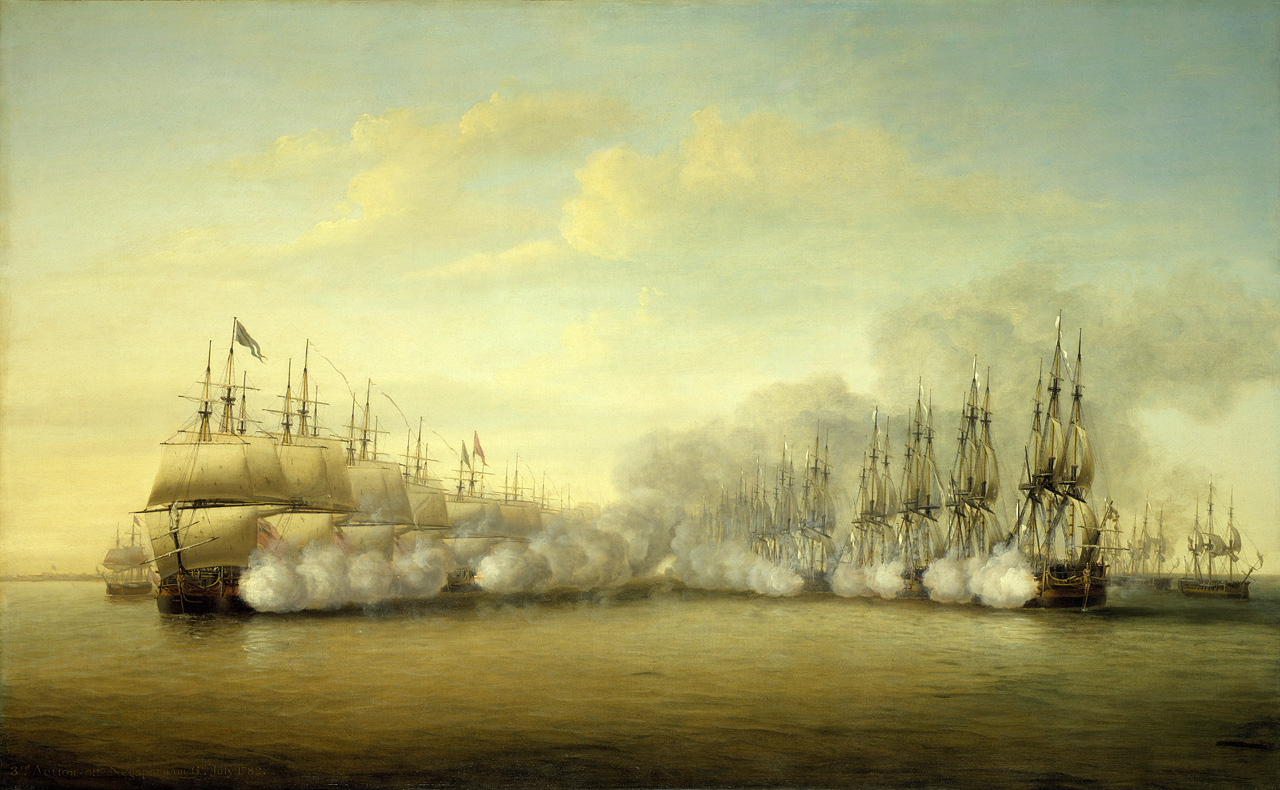
Dominique Serres, La Bataille de Négapatam, 1786.

Le nouveau commandant de l’Artésien, François-Joseph-Hippolyte Bidé de Maurville, se fait remarquer en mal par Suffren lors des batailles contre l'escadre britannique d'Hughes : à Sadras (17 février 1782) il n'engage pas son vaisseau ; à Provédien (12 avril 1782) il canonne de trop loin (12 morts et 20 blessés) ; à Négapatam (6 juillet 1782) il participe de loin, restant vent-arrière alors qu'un incendie a pris sur sa poupe.
Bidé de Maurville est démis de son commandement par Suffren et l’Artésien est confié au capitaine Saint-Félix (qui a commandé jusque-là le Brillant, de 64 canons). Le nouveau commandant est à peine plus chanceux que son prédécesseur lors de la bataille suivante à Trinquemalay (3 septembre 1782), pendant laquelle il s'éloigne à l'avant-garde loin du combat, avant de revenir sauver le Héros (vaisseau-amiral de Suffren) démâté. Le vaisseau a encore une fois peu participé, avec seulement 4 tués et 20 blessés. Saint-Félix présente sa démission le 23 septembre avec trois autres capitaines, mais est réintégré peu après (comme second sur un autre vaisseau).
L’Artésien participe enfin au combat naval de Gondelour (20 juin 1783), sans particulièrement se faire remarquer.

## Fin de carrière
L’Artésien est désarmé à son retour en février 1784. Avec ses 64 canons, il est déclassé, car la guerre d'Amérique a montré que ce type de navire n'est plus assez puissant et le ministère veut harmoniser les constructions au profit des 74 canons qui sont arrivés à maturité avec les plans Borda et Sané. En 1785, il est transformé en ponton portant une machine à mâter à Rochefort, puis en ponton de carène. Il est démoli en mai 1792.

## Maquette au Musée national de la Marine
Le Musée national de la Marine à Paris conserve un modèle réduit de l’Artésien. Il a été réalisé entre 1764 et 1765 par le maquettiste Sébastien Cupin sur les plans de l’architecte Joseph-Louis Ollivier, à la demande à la demande du futur commandant du vaisseau, le chevalier d'Oisy. L’œuvre, réalisée à l’échelle 1/28ème, mesure 205 cm de haut, 102 cm de large, 262 cm de long et pèse 58,8 kg. Elle brille par la finesse de ses détails, tout particulièrement pour ses sculptures de poupe et de proue. Rapidement remarquée, le ministre de la marine demande que la maquette soit envoyée à Versailles.
De 1769 à 1774, le modèle réduit est utilisé par Nicolas Ozanne pour l’éducation maritime des enfants de France (le futur Louis XVI et ses frères, les comte de Provence et d'Artois). Démontable à l’origine, la maquette permet d’identifier les parties du navire et d’expliquer les manœuvres de manière théorique. En 1810, elle est choisie pour la galerie de Trianon, probablement afin d’y illustrer les vaisseaux de la marine antérieure à ceux du baron de Sané et de permettre des comparaisons avec ceux de Napoléon. Curieusement, le nom ne figure pas sur le modèle (ni sur le vaisseau, ni sur le socle), mais son identification à l’Artésien n’a jamais été remise en cause car il existe depuis toujours dans les inventaires du musée.

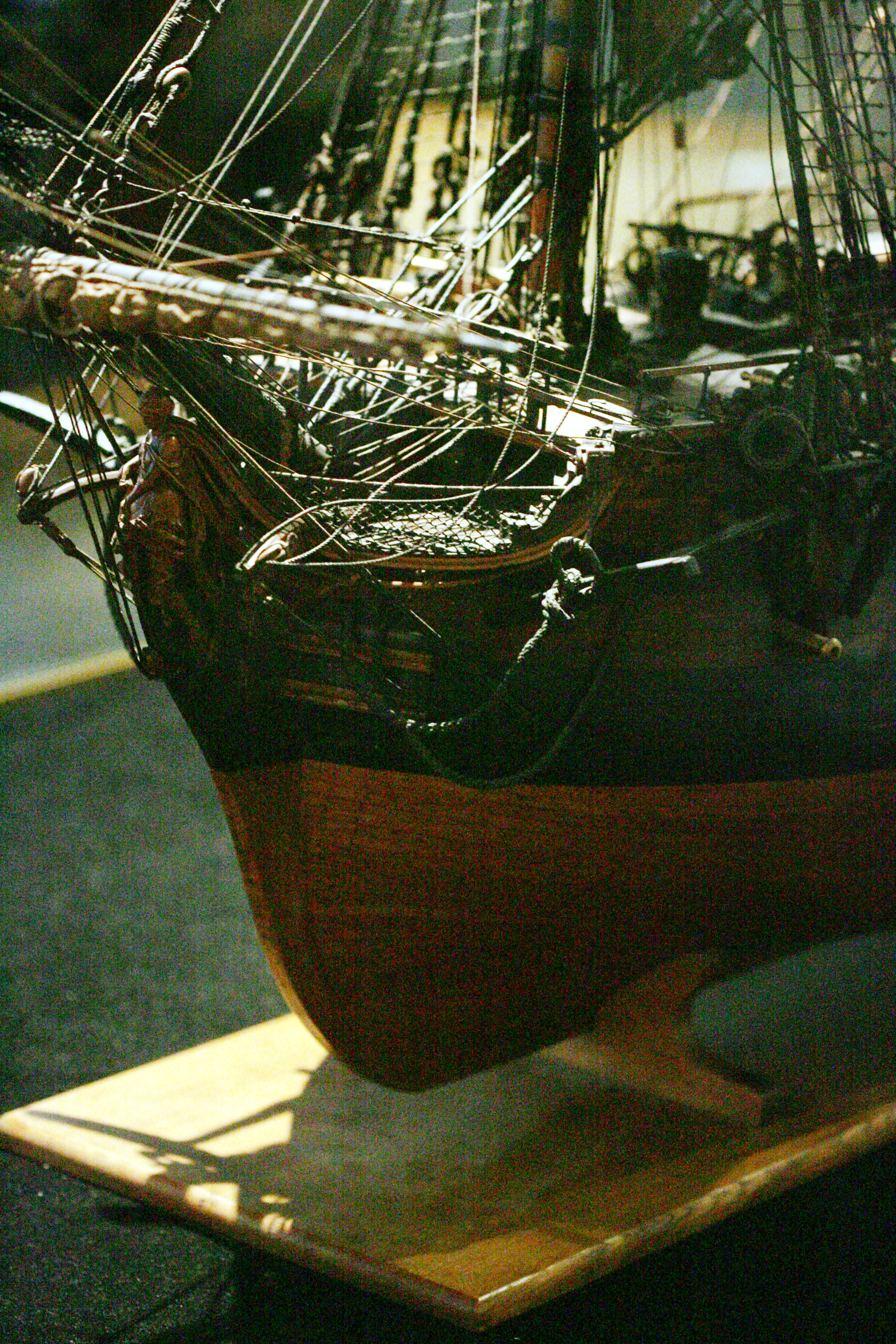
L’étrave du vaisseau et sa figure de proue sous le mât de beaupré.
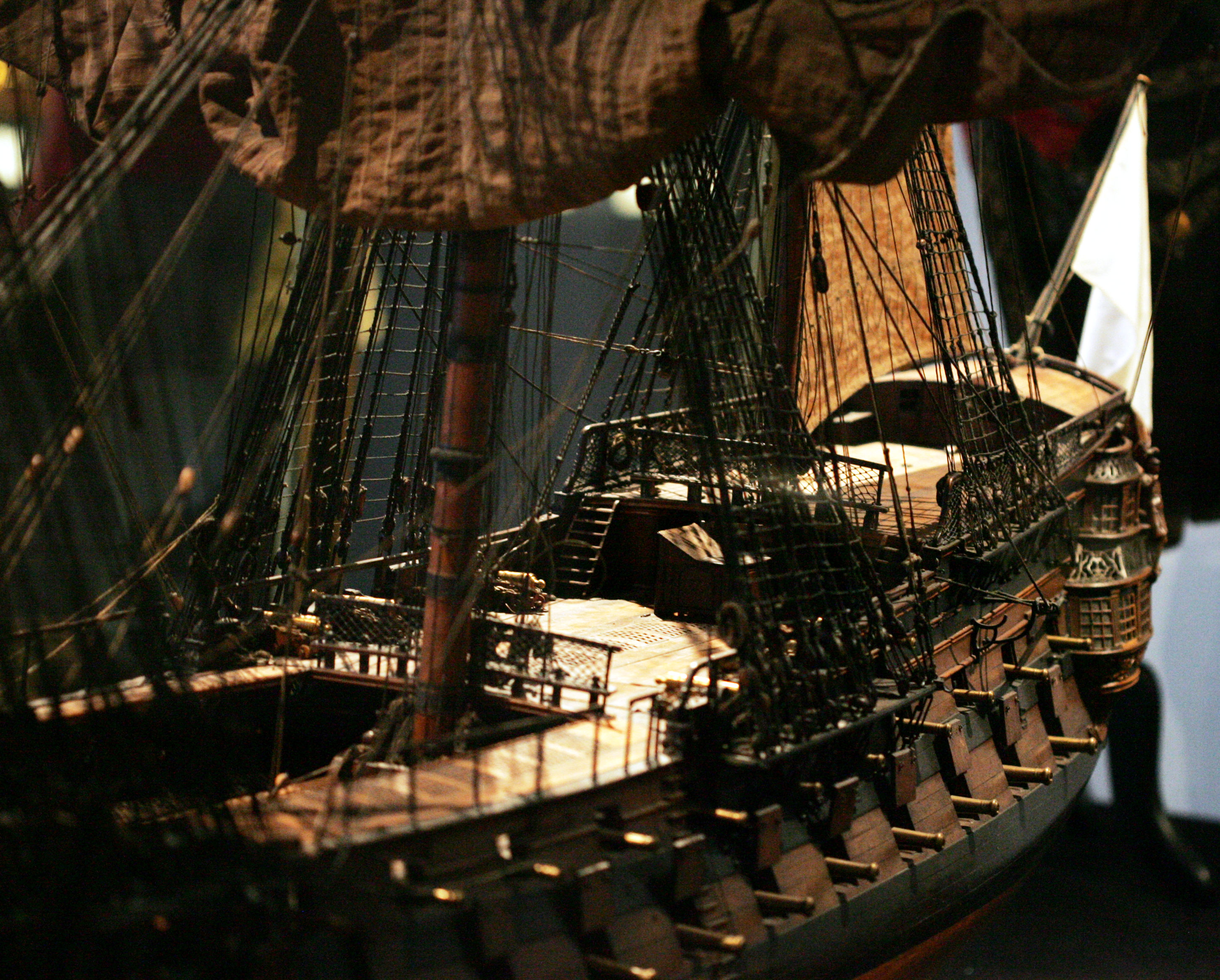
Vue générale sur la partie centrale et sur le gaillard arrière.
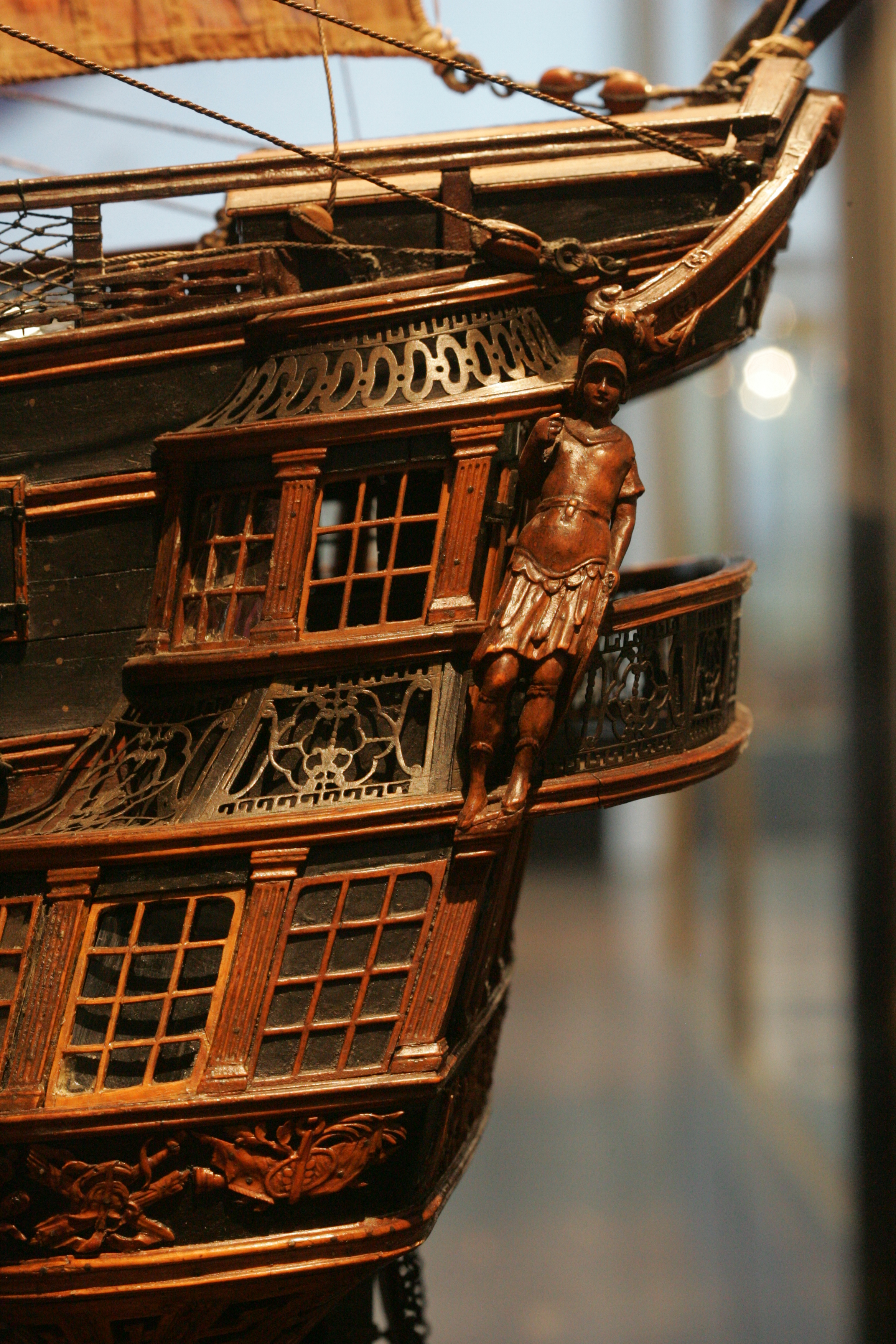
Vue détaillée et de profil du gaillard arrière avec l’une des bouteilles.